# Frederik Derbystraat
De Frederik Derbystraat, tot 2006 de Rust en Vredestraat, is een straat in Paramaribo. De straat is genoemd naar de vakbondsleider Fred Derby, de enige overlevende van de Decembermoorden in 1982. De straat loopt van de Henck Arronstraat naar de Willem Campagnestraat.

## Route
De straat begint bij de Henck Arronstraat, een afslag eerder vanuit het centrum dan de Johan Adolf Pengelstraat. Onderweg zijn er kruisingen met de Dr. J.F. Nassylaan, Keizerstraat, Mr. Eduard J. Brumastraat, Burenstraat, Dr. Sophie Redmondstraat, Hooge Straat, Nieuwe Domineestraat / Prinsenstraat, Drambrandersgracht, Anton de Komstraat, Gemenelandsweg, Limesgracht, Molenpad, Kopsstraat, Van Dijkstraat en Roepelstraat. De straat eindigt aan de Willem Campagnestraat.

## Bouwwerken
Het is een lange straat met meer dan 250 huisnummers. Er bevindt zich het Nationaal Orgaan voor Accreditatie (NOVA), het instituut dat de kwaliteit van hogeronderwijsinstellingen in Suriname beoordeelt, en op de hoek met de Keizerstraat staat de Universele Kerk van Gods Rijk uit de pinksterbeweging. Verder zijn er vestigingen van het opleidingsinstituut voor Midden- en Klein Bedrijf (IMKB), Kennis- en Expertisecentrum Suriname (KES), Venezolaans Instituut voor Cultuur en Samenwerking (vh. Centro Andrés Bello), Hotel Casino Elegance, Waaldijkcollege, Surinaams Standaarden Bureau (SBB), eetcafé Tori Oso, Staatsziekenfonds, de Rust en Vredekerk en het Leo Victor Sportcomplex.
De volgende foto's werden eind jaren 1990 in de straat gemaakt:

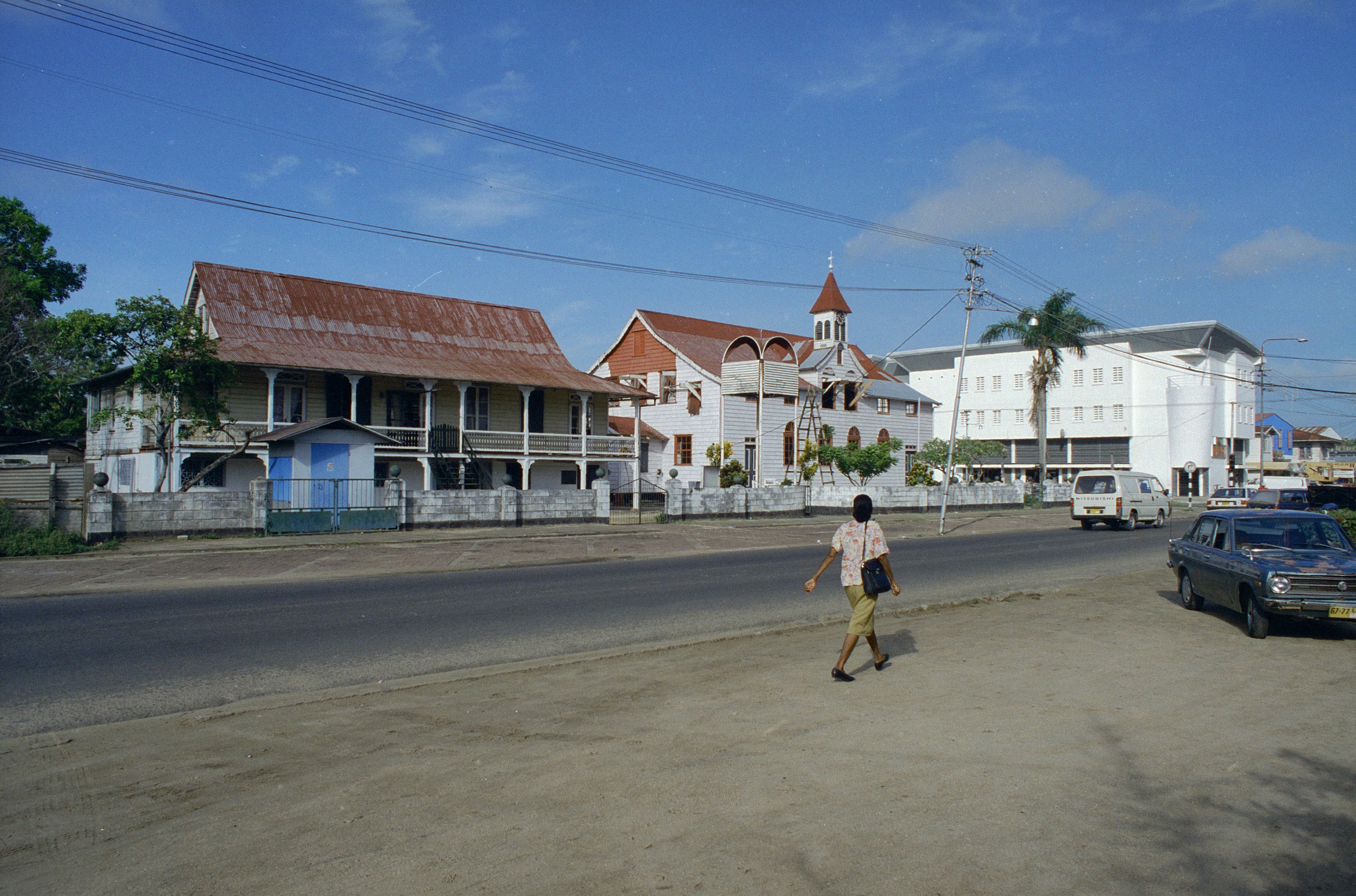
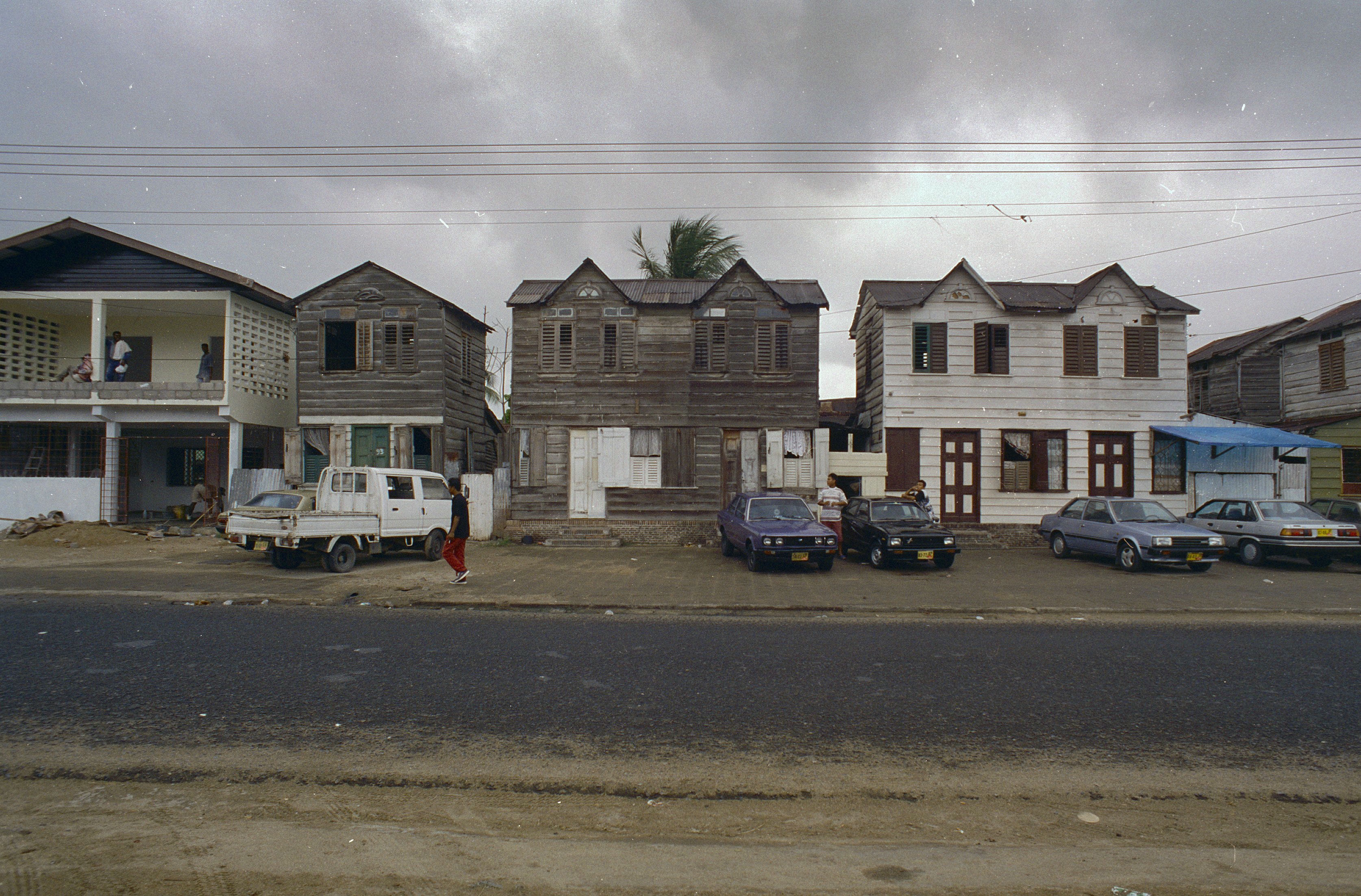
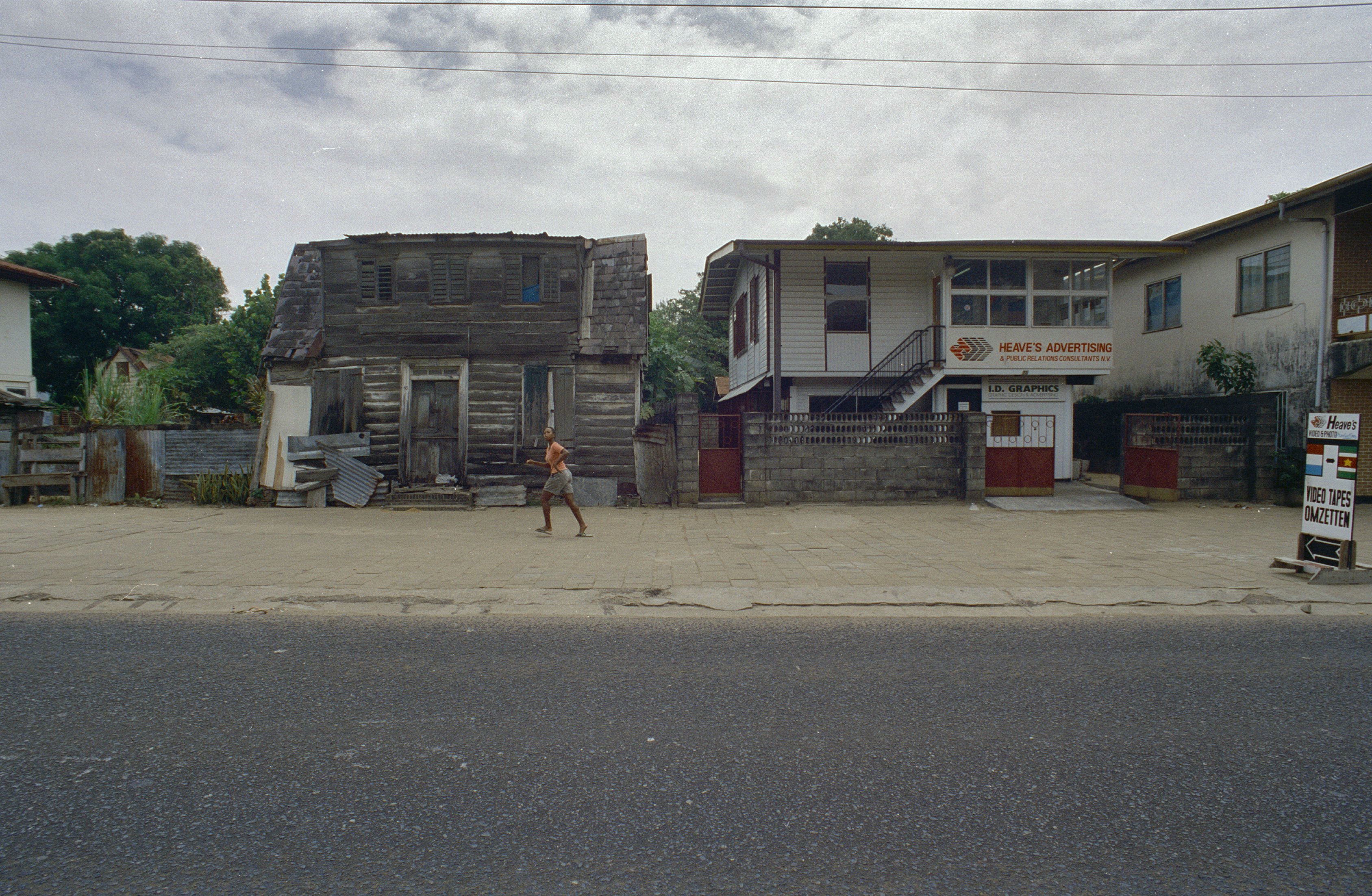
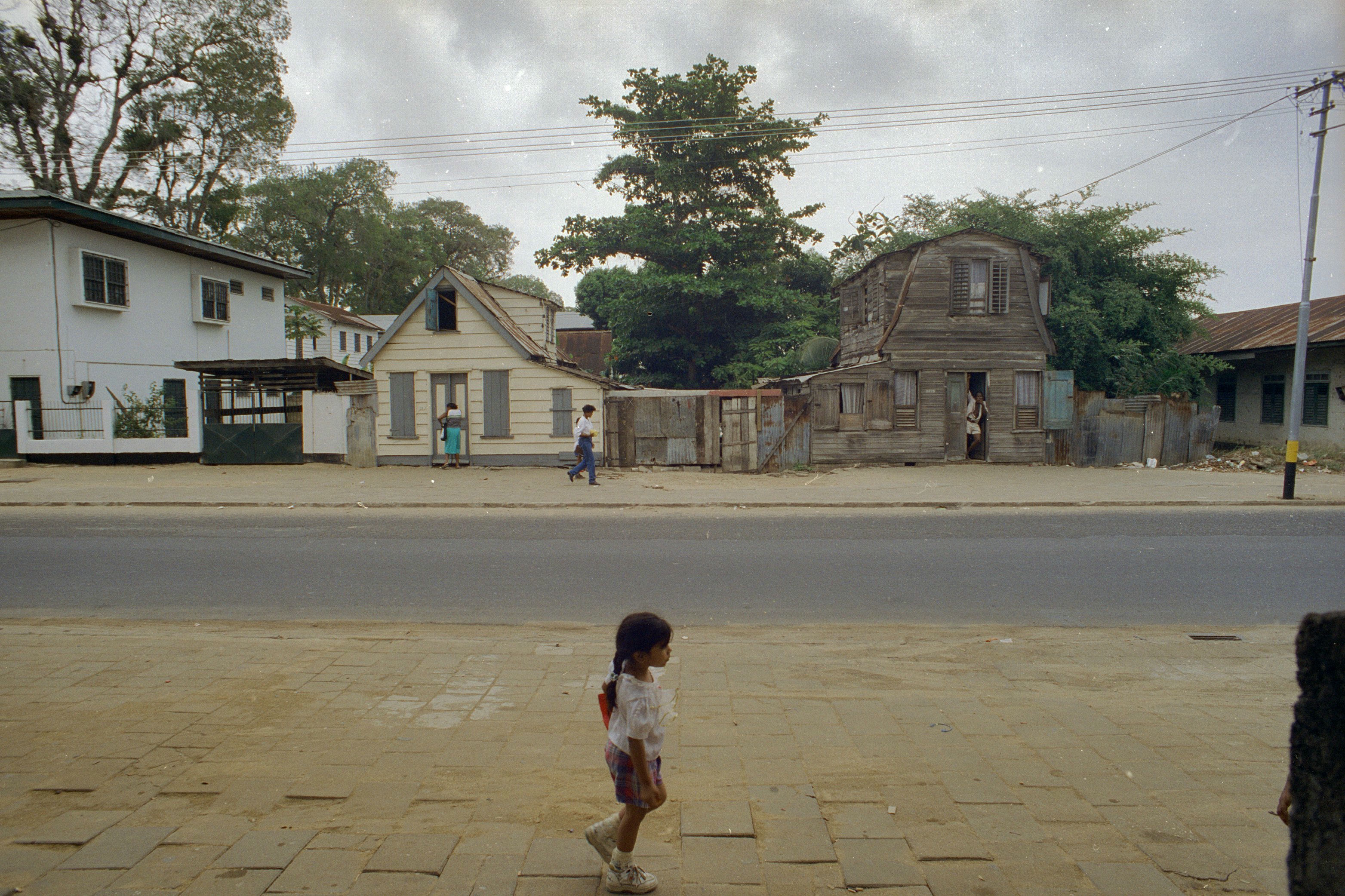
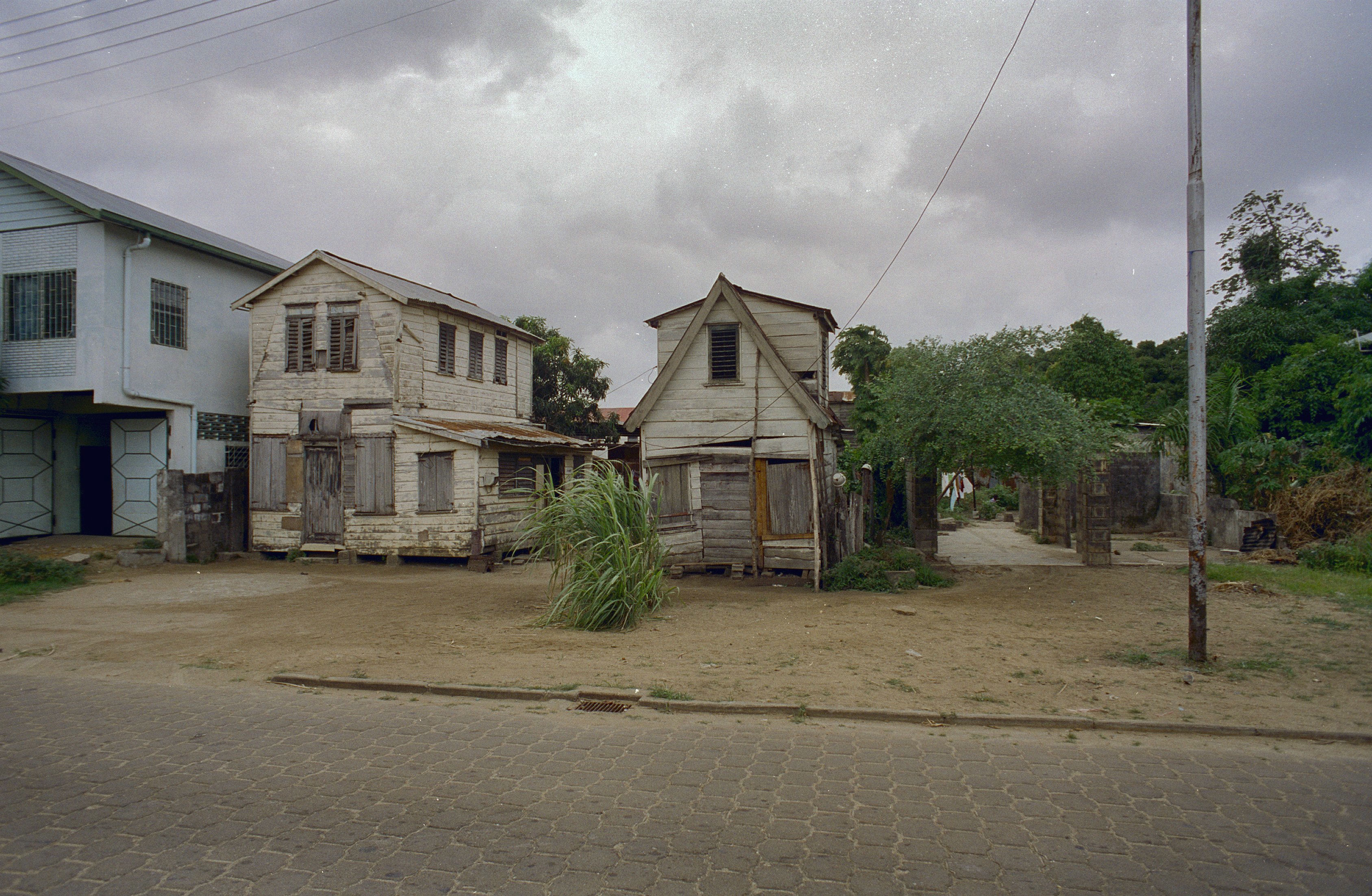

## Gedenktekens
Hieronder volgt een overzicht van de gedenktekens in de straat:
| Onderwerp                         | Type       | Kunstenaar            | Onthulling | Locatie                            | Omschrijving                                                 |
| --------------------------------- | ---------- | --------------------- | ---------- | ---------------------------------- | ------------------------------------------------------------ |
| Standbeeld van Fred Derby         | standbeeld | Erwin de Vries        | 2012       | kruising Dr. Sophie Redmondstraat  | Fred Derby, vakbondsleider en grondlegger SPA (1987)         |
| Standbeeld van Jozef Weidmann     | standbeeld | Jozef Klas            | 1975       | kruising Dr. Sophie Redmondstraat  | Jozef Weidmann, voorvechter Kiesrecht in Suriname            |
| Borstbeeld van Hendrik Sylvester  | borstbeeld | Jules Brand-Flu       | 2014       | kruising Dr. Sophie Redmondstraat  | vakbondsleider Hendrik Sylvester                             |
| Borstbeeld van José de San Martín | borstbeeld | Miguel Ángel Villalba | 2017       | kruising Dr. Sophie Redmondstraat  | José de San Martín, stichter Argentinië                      |
| Borstbeeld van Andrés Bello       | borstbeeld | onbekend              | onbekend   | kruising Mr. Eduard J. Brumastraat | Andrés Bello, Venezolaans dichter, geleerde en revolutionair |
| Borstbeeld van Hugo Chávez        | borstbeeld | Nelson Bermúdez       | 2016       | kruising Mr. Eduard J. Brumastraat | Hugo Chávez, Venezolaans president                           |